# Bataille de Dong-Yin
Batailles
- Récolte d'automne
- Baise
- Commune de Canton
- Nanchang

- Jiangxi (en)
- Hubei-Henan-Anhui (en)
- Honghu (en)
- Hubei-Henan-Shaanxi (en)
- Shaanxi-Gansu (en)

- Jiangxi (en)
- Hubei-Henan-Anhui (en)
- Honghu (en)
- Hubei-Henan-Shaanxi (en)
- Shaanxi-Gansu (en)

- Jiangxi (en)
- Hubei-Henan-Anhui (en)
- Honghu (en)
- Soulèvement de Ningdu (en)
- Hubei-Henan-Shaanxi (en)
- Shaanxi-Gansu (en)

- Jiangxi (en)
- Hubei-Henan-Anhui (en)
- Hunan-ouest Hubei (en)

- Jiangxi (en)
- Hubei-Henan-Anhui (en)

- Wannan
- Campagne d'ouverture
- Yetaishan
- Jiangsu Sud
- Baoying
- Yongjiazhen
- Tianmen
- Linyi
- Wuhe
- Yinji
- Huaiyin-Huai'an (en)
- Xinghua (en)
- Dazhongji (en)
- Lingbi (en)
- Zhucheng (en)
- Lishi (en)
- Pingdu (en)
- Taixing (en)
- Shangdang (en)
- Wuli (en)
- Xiangshuikou (en)
- Rugao (en)
- Weiguangnuan (en)
- Shicun (en)
- Opération Beleaguer (en)
- Houmajia (en)
- Handan (en)
- Pacification du Nord-Est (en)
- Shaobo (en)
- Gaoyou (en)
- Tangguo (en)
- Houma (en)
- Siping (1re) (en)
- Siping (2e) (en)
- Plaine du Nord (en)
- Voie ferrée Tongpu Sud (en)
- Datong–Jining (en)
- Longhai (en)
- Dapu (en)
- Ruhuang (en)
- Dingtao (en)
- Linfu (en)
- Zhengtai (en)
- Datong-Puzhou (en)
- Huaiyin–Huai'an (en)
- Yan'an (en)
- Kalgan (en)
- Lüliang (en)
- Linjiang (en)
- Guanzhong (en)
- Beitashan (en)
- Baoding Sud (en)
- Niangziguan (en)
- Tang'erli (en)
- Menglianggu (en)
- Été 1947, Nord-Est (en)
- Heshui (en)
- Siping (3e) (en)
- Baoding Nord (en)
- Nanlin (en)
- Crête du Méridien (en)
- Rivière Daqing Nord (en)
- Automne 1947, Nord-Est (en)
- Mont Funiu (en)
- Hiver 1947, Nord-Est (en)
  - Gongzhutun (en)
- Pic du phénix (en)
- Tai'an Ouest (en)
- Jingzhong (en)
- Linfen (en)
- Zhouzhang (en)
- Hebei-Rehe-Chahar (en)
- Yanzhou (en)
- Shangcai (en)
- Liaoshen (en)
  - Changchun
  - Jinzhou (en)
  - Tashan (en)
- Jinan (en)
- Taiyuan (en)
- Huaihai (en)
  - Shuangduiji (en)
- Jiulianshan (en)
- Pingjin (en)
  - Tianjin (en)

- Chine Nord (en)
- Chine Sud-centre (en)
- Chine Est (en)
- Dabieshan (en)
- Chine Nord-Ouest (en)
- Wupin (en)
- Chine Sud-Ouest (en)
- Longquan (en)
- Canton Nord (en)
- Guizhou Nord-Est (en)
- Hunan-Hubei-Sichuan (en)
- Hunan Ouest (en)
- Shiwandashan (en)
- Liuwandashan (en)
- Guangxi Ouest (en)

- Shanghai (en)
- Lanzhou (en)
- Ningxia (en)
- Nanchuan (en)
- Guangxi (en)
  - Bobai (en)
- Chengdu (en)
- Bamianshan (en)
- Tianquan (en)
- Yiwu (en)
- Insurrection islamique du Kuomintang (en)
- Frontière sino-birmane (en)

- Quemoy (en)
- Denbu (en)
- Nan'ao (en)
- Île de Hainan (en)
- Dongshan (1re) (en)
- Wanshan (en)
- Bataille de l'île de Nanpeng (en)
- Nanri
- Nanpeng (en)
- Dalushan (en)
- Dongshan (2e)
- Yijiangshan
- Tachen
- Dong-Yin

La bataille de Dong-Yin (en chinois : 東引海戰) est un engagement naval livré le 1er mai 1965 entre la Marine de la république de Chine (Taïwan) et la Marine de l’Armée populaire de libération près de l'île Dongyin, située dans la province du Fujian en république populaire de Chine. Les deux camps ont revendiqué la victoire.

## Déroulement de la bataille
Le 1er mai 1965, un destroyer de classe Dong-jiang de la Marine de la république de Chine en patrouille au nord-est de l'île de Dong-Yin est attaqué par une force composée de 8 canonnières communistes. Ces derniers tentent d'encercler le destroyer, résultant en un échange de tirs allant de 500  à   1 000 mètres. Quatre canonnières communistes sont coulées et deux autres endommagées.